# Mälarbadet

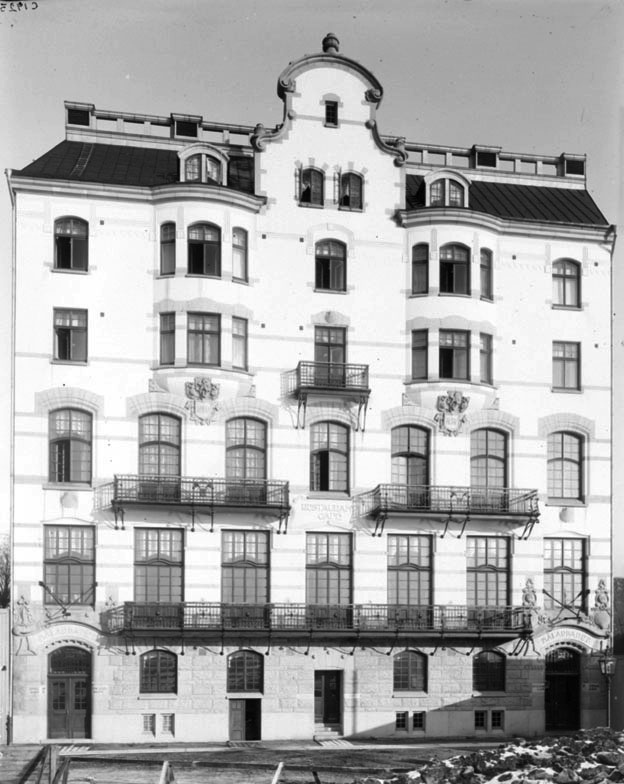
Fasaden mot Norr Mälarstrand i början av 1900-talet.

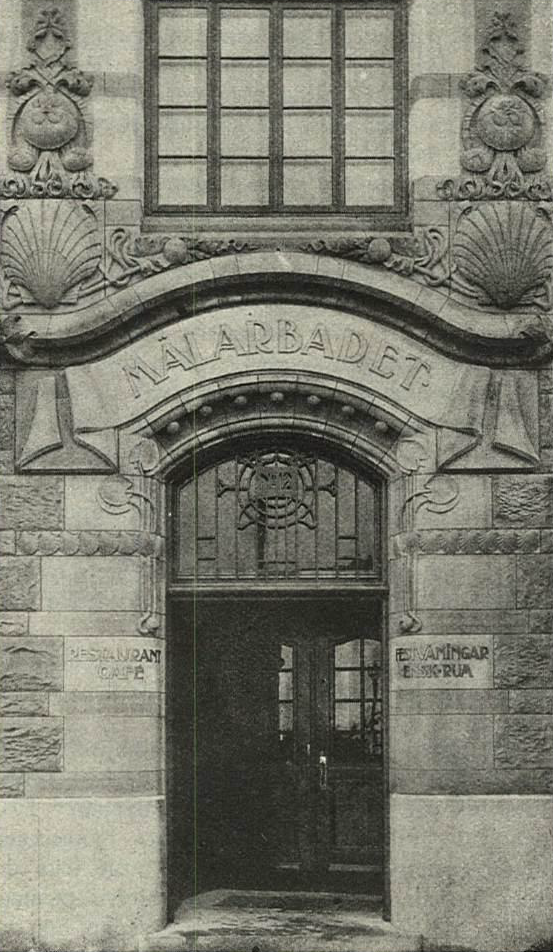
Portalen till Mälarbadet på Norr Mälarstrand 12 på Kungsholmen. Foto 1906, då badpalatset invigdes.

Mälarbadet var ett inomhusbad i kvarteret Munklägret på Norr Mälarstrand 12 på Kungsholmen i Stockholm. Badpalatset låg mellan Hantverkargatan och Norr Mälarstrand, med fasad mot de båda gatorna. 
Då badet öppnade 1906 var det Skandinaviens största och mest exklusiva inomhusbad. Bassängerna var placerade på gården och belystes av stora takfönster. Invigningen skedde lördagen den 17 mars 1906 med fest, då det bland annat förekom uppvisning av Stockholms kappsimningsklubb.  Efter invigningen i mars 1906 skulle till sommaren inrättas sol- och ljusbad på taket, i likhet med vad som förut fanns på Centralbadet på Drottninggatan. Bassängens längd var 23 meter, bredden 11 meter och djupet varierade från 1 meter till drygt 3 meter.
Mot Norr Mälarstrand 12 vette en fem våningar hög putsad jugendfasad som ritats av arkitekterna Victor Bodin och Bror Almquist, huset uppfördes av byggmästaren Wilhelm Carlson. Huset pryddes av dekorativa smidesbalkonger, och portaler och detaljer i huggen sandsten. De övre våningarna mot Riddarfjärden var bland annat inredda med restaurang och bankettsalar.
En ingång fanns även genom ett portvalv i huset på Hantverkargatan 11. Husets ena gavel pryddes med följande citat:
| ”                 | I det att du badar du fröjdar ditt sinne här uti vågen du kan tumla om din kraft därav stärkes din hälsa du vinne i detta vatten var säker därom. | „ |
| – Cletus Anderson | |   |

Badet inrymde Skandinaviens största simhall på 25 yards x 8 meter, bassängen var försedd med två 4- och 8-meters trampoliner. Till simhallen hörde 84 hytter och två klubbhytter
med plats för 50 personer. Även de övriga avdelningarna i badhuset var väl tillgodosedda med praktiska och moderna anordningar. Man var noga med att påpeka att man enbart använde sig av vattenledningsvatten, vattnet hämtades direkt i Mälaren och innan man använde vattnet genomgick det tre olika reningsprocesser. En annan av badets specialiteter var varmluftsbad med massage med "självfrotterande borstar". I bassängerna arrangerades Nordiska spelen simtävlingar 1908, 1913 och 1917. Läktarna rymde då cirka 600 åskådare.
Badet tvingades dock stänga redan 1918. Besöksantalet var vikande, och genom ett ägarbyte 1914 ökade misskötseln. Till detta bidrog även att stadsdelen snart fylldes av påkostade bostäder med moderniteter så som ett eget badrum. Badet förvandlades till lagerlokal för potatis.
Bassängerna revs på 1960-talet, men huset mot Norr Mälarstrand står kvar och är numera kontorslokaler och hyresrättslägenheter.

## Bilder

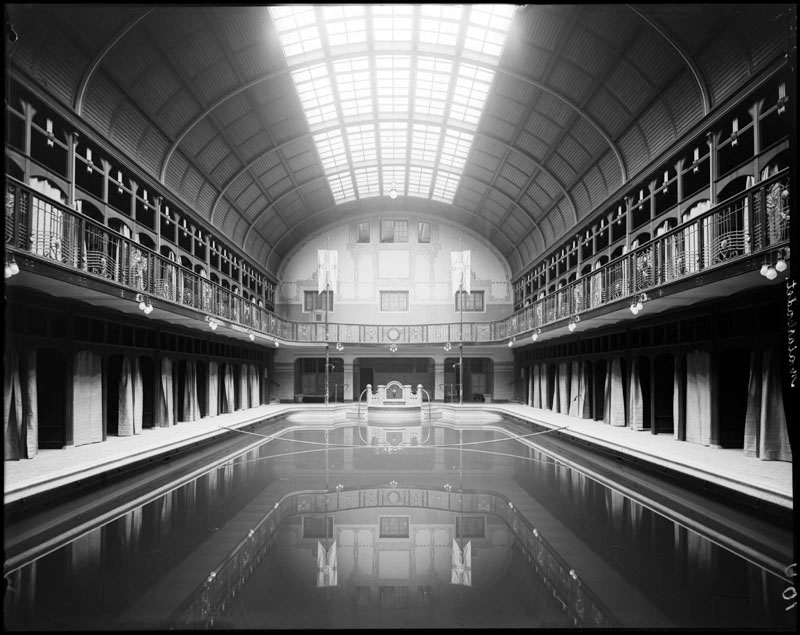
Stora bassängen fylld med vatten
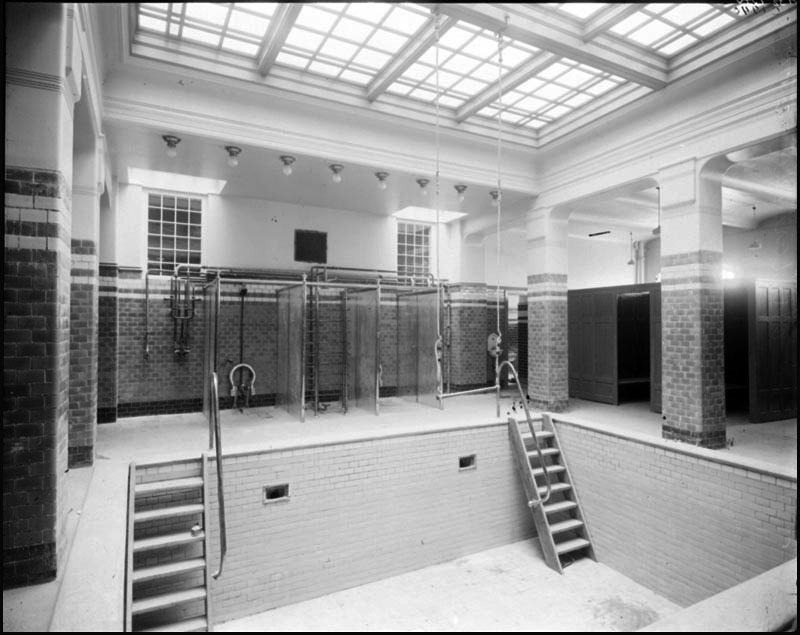
Bassäng utan vatten
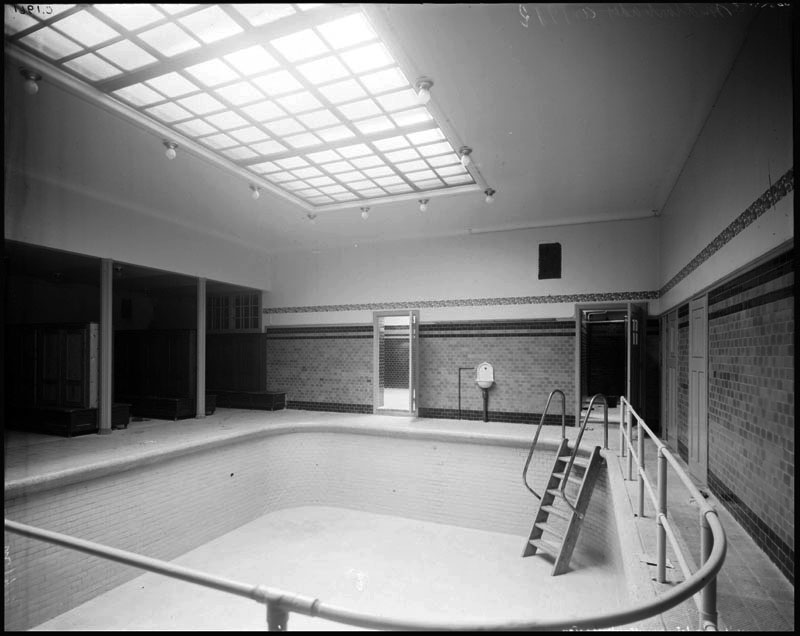
Bassäng utan vatten
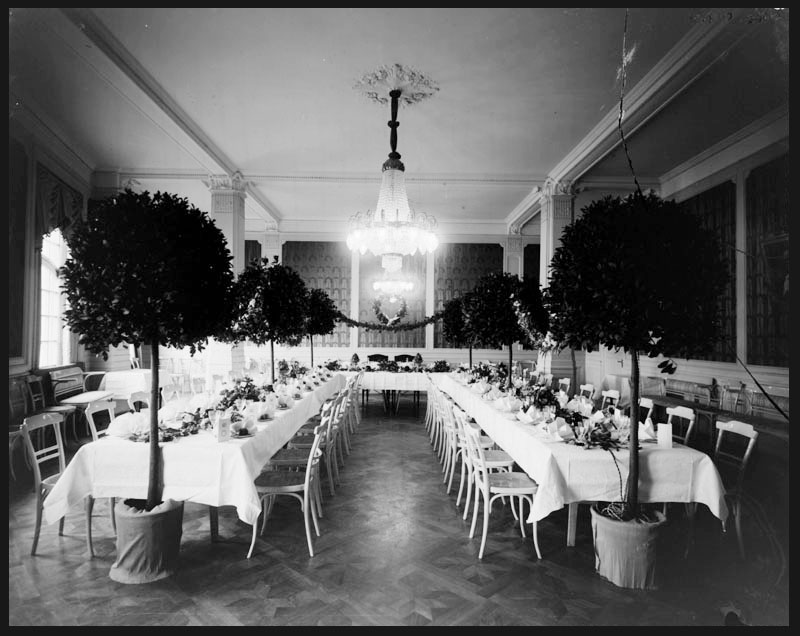
Stora Bankettsalen